# آن‌ها همگی خندیدند
آن‌ها همگی خندیدند (انگلیسی: They All Laughed) فیلمی در ژانر کمدی رمانتیک به کارگردانی پیتر بوگدانوویچ است که در سال ۱۹۸۱ منتشر شد.

## بازیگران
- آدری هپبورن
- بن گازارا
- پاتی هانسن
- جان ریتر
- دورتی استارتن
- کالین کمپ
- پیتر بوگدانوویچ
- گلن اسکارپلی